# Guillaume II. des Barres
Guillaume II. des Barres (okolo 1160 – 23. února 1234 Fontaine-Les-Nun), (v anglosaských zemích je uváděn jako William II. De Bären, také zvaný Good knight) byl francouzský rytíř, pán Oissery, Forfry, San Pathus, Silly, Ognes, Gondreville a La Ferté-Alais, hrabě z Rochefortu a držitel děkanátu Bapaume. Na straně francouzského krále se zúčastnil bitvy u Bouvines a byl nevlastním otcem křižáka Šimona z Montfortu.

## Život rytíře

Rodový erb rodu des Barres

Guillaume se jako rytíř objevil poprvé roku 1179 na turnaji v Lagny-sur-Marne. Tento turnaj pořádal hrabě ze Champagne s více než třemi tisíci účastníky. Zúčastnili se ho i mimo jiné mladší anglický král Jindřich a Guillaume le Maréchal. Následoval otcova příkladu a vstoupil do královských služeb jako Guillaume royaux Chevalier (Vilém, královský rytíř, v podstatě králova garda). Na straně francouzského krále Filipa II. se poprvé zúčastnil bojů v Burgundsku, kde byl roku 1187 v Chatillon-sur-Seine zajat vévoda Odo III. Burgundský.
V roce 1188 se oženil s vdovou po Simonu III. z Monfortu Amicií, se kterou měl syna Guillauma a dcery Amée a Amicii.
V srpnu téhož roku se v bojích o Chateauroux Guillaume dostal do zajetí rytířů Richarda Lví srdce. Ačkoli dal Richardovi své rytířské slovo, že se nepokusí o útěk, pokud ho nechají v rytířské vazbě, při první příležitosti svým strážcům zmizel. Na tento incident král Richard nikdy nezapomněl. S králem Anglie se opět setkal na začátku třetí křížové výpravy, během zastávky v Messině, kde ho Richard Lví srdce vyzval k souboji. Chtěl ho potupně srazit z koně. Místo toho srazil rozhněvaného Richarda z koně Guillaume. Za tento přestupek ho chtěl Richard potrestat a apeloval proto u krále Filipa II., ale marně. Přes tyto incidenty se Guillaume zúčastnil po boku Richarda Lví srdce několika bitev ve Svaté zemi. Účastnil se bitvy o Akkon i bitvy u Arsufu, nedaleko Jaffy (září 1191), kde křižáci Saracénům vedeným Saladinem zasadili těžkou porážku. V této bitvě se vyznamenal. Po tomto vítězství mu byla nabídnuta Richardem Lví srdce vysoká hodnost a odměna, když se přidá k jeho vojsku. Guillaume des Barres však odmítl a vrátil se do Francie.

## Bitva u Bouvines

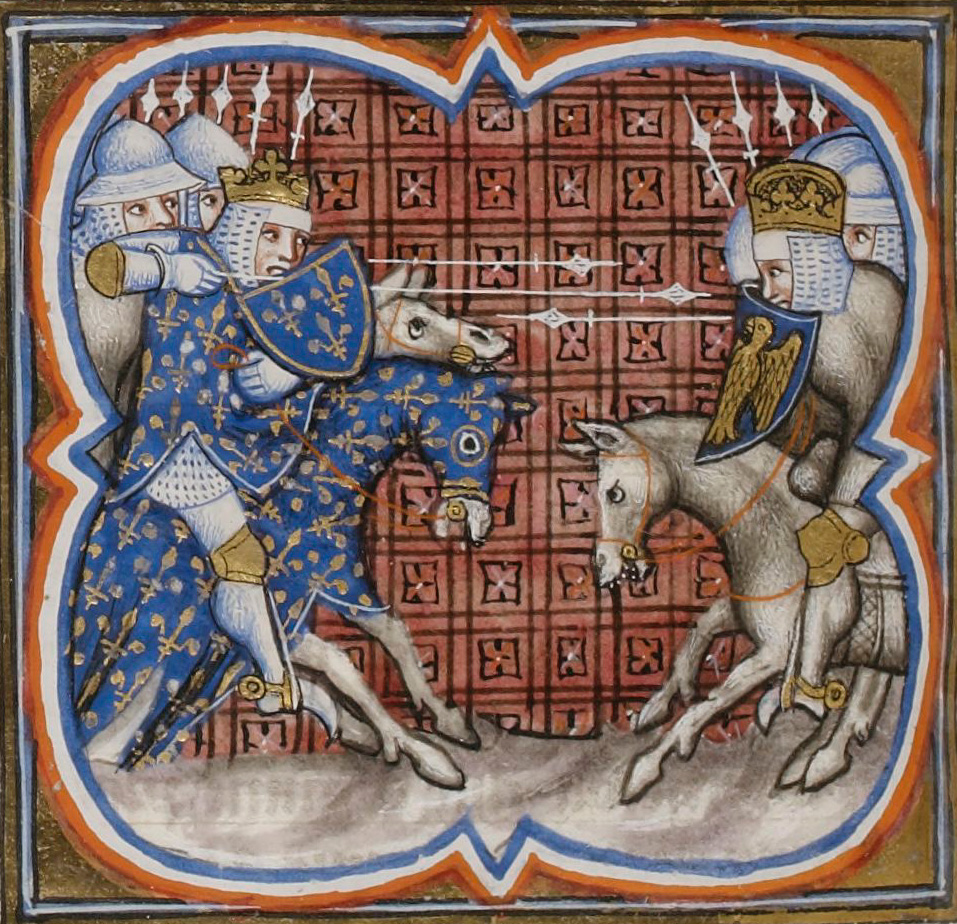
Bitva u Bouvines (středověká iluminace)

Ve Francii vstoupil znovu do služeb krále Filipa II. a pomáhal mu znovu v boji proti Richardovi Lví srdce a proti Janu Bezzemkovi. K rozhodující bitvě došlo dne 27. července 1214 u Bouvines, kde na anglické straně stál i římský císař Ota IV., synovec a spojenec anglického krále. V této bitvě se Filip II. dostal do extrémního nebezpečí, když byl stržen z koně vlámskou pěchotou. Díky kvalitnímu brnění[zdroj?] a bojového nasazení pikarda Wallona de Montigny, který jen s vlajkou v ruce krále bránil a několika rytířů včetně pána z Barres, byl král zachráněn. Wallon de Montigny začal mávat vlajkou, aby upozornil ostatní rytíře na vyhrocenou situaci, královi se podařilo vyskočit zpět na koně a zavelel do protiútoku. To byl signál pro ostatní rytíře královské gardy, protože císař a jeho saští rytíři zůstali osamoceni přímo proti nim. Spolu s rytíři Pierrem de Mauvoisin a Gérardem la Turie se Guillaume des Barres obrátil přímo proti císaři. Udeřil jej mečem do helmy, zatímco Mauvoisin vzal otěže císařova koně. Současně se Turie pokusil Otu několikrát bodnout dýkou, ale přes brnění se mu to nezdařilo. Namísto toho císař bodl jeho koně do oka a ten se skácel mrtvý k zemi. Císaři se podařilo z bitvy uprchnout a francouzský král se stal vítězem.
Guillaume des Barres II. zemřel v roce 1234 v ženském klášteře Fontaine-les-Nonnes v Meaux, kde byla představenou jeho dcera Amée a tam byl také pohřben. Jeho životní osudy jsou popsány v biografiích krále Filipa La Philippide a Gesta Philippi Augusti, královským kronikářem Vilémem Bretaňským.
Sir Guillaume patřil mezi nejlepší a nejodvážnější rytíře 12. století. Za statečnost v bitvě u Bouvines byl nazýván: „Nejstatečnější ze statečných“.

## Rodina
manželka: od r. 1188 Amicie Beaumont Leicester (1150/1166 – 03. 09. 1215) paní de Breteuil (dcera Roberta Beaumont, hraběte z Meulan, 3. hrabě z Leicester, vdova po Simonu III "holohlavém" Pánu de Montfort a Rochefort hraběte z Leicesteru + 13/03/1187) se kterou měl tři děti:
- Guillaume III. des Barres (1185/90 – 15. listopadu 1249 v Nikósii)

- Amée des Barres, vstoupila jako dítě do kláštera Fontaine-Les-Nonnes, časem se stala jeho abatyší

- Amicie des Barres, zemřela velice mladá, okolo r. 1214